# Копьё судьбы
«Копьё судьбы» (нем. Die Jagd nach der Heiligen Lanze) — немецкий приключенческий фильм 2010 года, снятый режиссёром Флорианом Баксмайером. Премьера фильма состоялась 1 апреля 2010 года на  RTL.

## Сюжет
Профессор Эйк Мейерс вместе со своей будущей женой Катариной Бертхольд отправляется на поиски профессора Бахманна. Старый учёный был похищен после того, как обнаружил древнюю лабораторию в пещере под мостом Бастай. Эйк и Катарина находят в пещере видеообращение похищенного профессора, в котором тот показывает дневник. Юстус идентифицирует дневник и выясняет, что он принадлежал поэту Иоганна Вольфганга фон Гёте. Также выясняется, что писатель был доверенным лицом Наполеона Бонапарта, который владел Священным копьём. Расшифровав скиталу, Эйк вместе с Катариной и Юстусом отправляются на поиски Священного копья…

## В ролях
- Кай Визингер — Эйк Майерс
- Беттина Цимерманн — Катарина Бертхольд
- Фабиан Буш — Юстус
- Соня Герхардт — Кримхильда (Крими) Майерс
- Юрген Прохнов — барон фон Хан
- Рудольф Мартин — Йоханнес Эрлангер
- Хуберт Мульцер — профессор Бахманн
- Кристин Тейсс — Юдит Штайн
- Себастьян Мюллер — Даниэль
- Манфред Бёль — Гёте
- Мария Херинг — Сандра

## Съёмочная группа
- Режиссёр: Флориан Баксмайер
- Продюсеры: Штефан Райзер, Феликс Цакор
- Сценарист: Дерек Майстер
- Оператор: Петер Краузе
- Композитор: Клаус Бадельт

## Дополнительно
Съёмки фильма проводились в таких достопримечательных местах Германии, как Вальхалла, в соборе Святого Варфоломея, на мосту Бастай, в замках Эльц и Бург, а также в Боннском университете и возле Бранденбургских ворот в Берлине. Остальные съёмки проводились в городе Кёльн.